# Bajan-Ovó járás (Dél-Góbi)
Bajan-Ovó járás (mongol nyelven: Баян-Овоо сум) Mongólia Dél-Góbi tartományának egyik járása. Területe 10 474 km². Népessége 1574 fő (2009), 1716 fő (2020)
Székhelye, Erdenecogt (Эрдэнэцогт) 162 km-re fekszik Dalandzadgad tartományi székhelytől.